# Phylica nodosa
Phylica nodosa är en brakvedsväxtart som beskrevs av Neville Stuart Pillans. Phylica nodosa ingår i släktet Phylica och familjen brakvedsväxter. Inga underarter finns listade i Catalogue of Life.